# Ytterby
Ytterby è un villaggio (by) svedese dell'isola di Resarö, nel comune di Vaxholm nell'Arcipelago di Stoccolma.

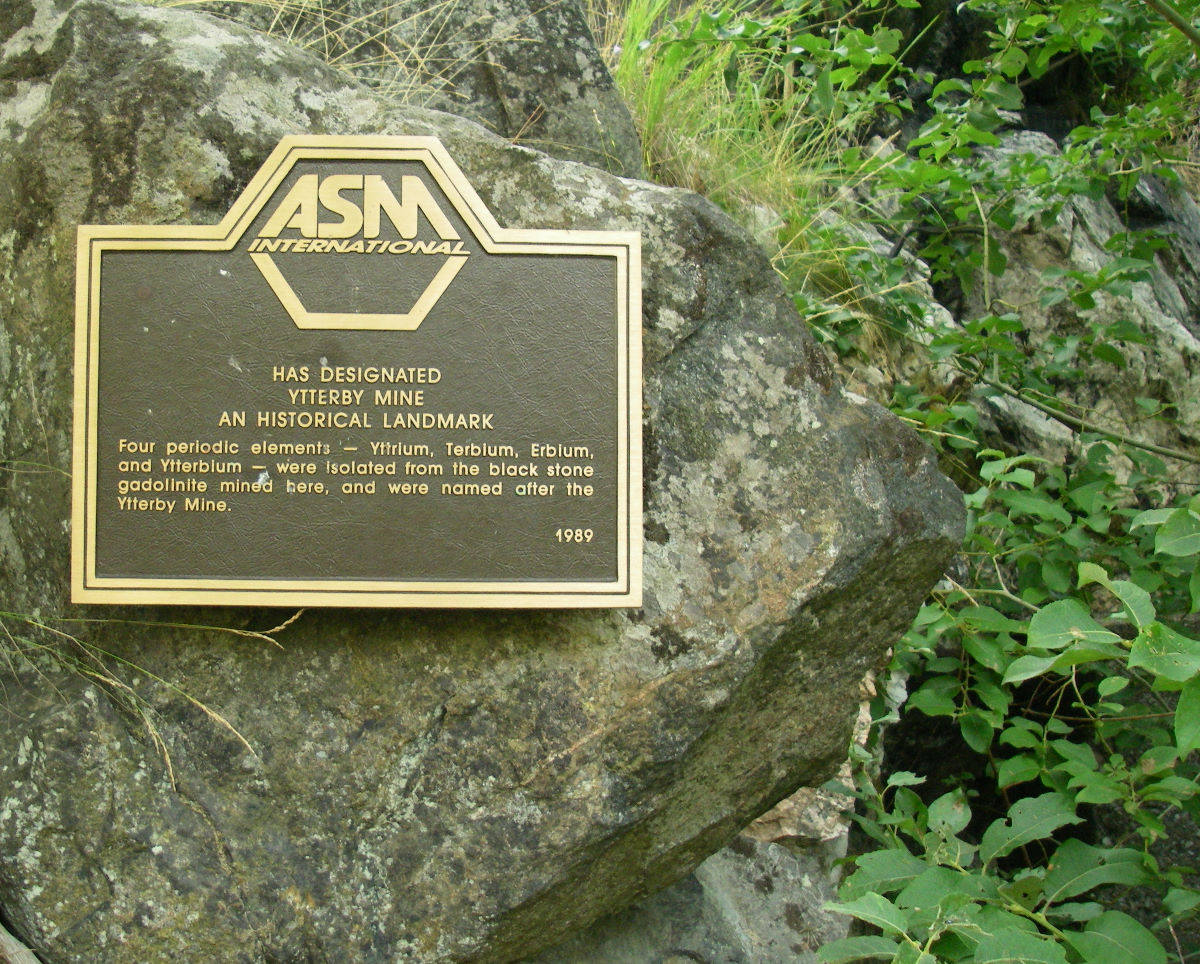
Targa commemorativa dell'ASM International society all'ingresso della miniera di Ytterby

Ha dato il suo nome a una famosa cava dove sono state scoperte molte terre rare, ed è stato l'ispirazione per i nomi di quattro elementi chimici: ittrio (Y), itterbio (Yb), terbio (Tb) ed erbio (Er).  
Nel 1989 la società ASM International ha installato una targa sulla precedente entrata della miniera, commemorandola come una pietra miliare storica.